# تئاتر ملی تونس
تئاتر ملی تونس (عربی: المسرح البلدي بتونس) تئاتر اصلی شهر تونس پایتخت کشور تونس و مهمترین تئاتر آن است.

## تاریخچه
این تئاتر در بزرگترین خیابان پایتخت یعنی شارع الحبیب بورقیبة قرار دارد که در زمان تحت‌الحمایگی فرانسه اسم این خیابان ژول فری نام داشت. این تئاتر در ۲۰ نوامبر ۱۹۰۲ افتتاح گردید و ابتدا کازینو ملی تونس نامیده شد. طراحی آن توسط معمار جان امیل رِسپلاندی انجام گردید و توسط پیمانکاران ایتالیایی اجرا و ساخته شد، علی‌رغم اینکه زمین این محل خاک رملی بود و نمی‌شد روی آن تأسیسات بزرگ بنا نمود. این ساختمان بر حسب معماری معروف به هنر نو بنا گردیده‌است. این محل که در گذشته فقط گنجایش ۸۵۶ نفر را داشت، در سال ۱۹۰۹ برای ازدیاد گنجایش آن تخریب و بازسازی گردید. بازگشایی مجدد آن در ۴ ژانویه سال ۱۹۱۱ با گنجایش ۱۳۵۰ نفر بود که در ۴ قسمت می‌توانستند از برنامه‌های این محل استفاده کنند و شامل صندلی‌های جلویی (درجه یک)، بین همکف و طبقه اول (نیم طبقه)، لژ و بالکن بود. نمای بیرونی ساختمان تنها قسمت سالم و باقیمانده از قدیم این تئاتر بعد از تخریب و بازسازی مجدد است. این تئاتر در سال ۲۰۰۱ مجدداً در چارچوب جشن‌های صد ساله ترمیم و بازسازی گردید.
این تئاتر در ابتدای تاسیسش فقط خاص اروپایی‌ها و اشخاصی که به حکومت در آن زمان نزدیک بودند بود، ولی با مرور و گذشت زمان این تئاتر به‌روی همه مردم بازگردید به‌طور خاص بعد از استقلال تونس، در اوائل دهه شصت بازیگر تئاتر علی بن عیاد و مدیر گروه بازیگران شهر تونس تئاتر را به‌روی عامه مردم گشودند و اقدام به جذب مردم عامی برای تماشای تئاتر نمودند.

## نگارخانه

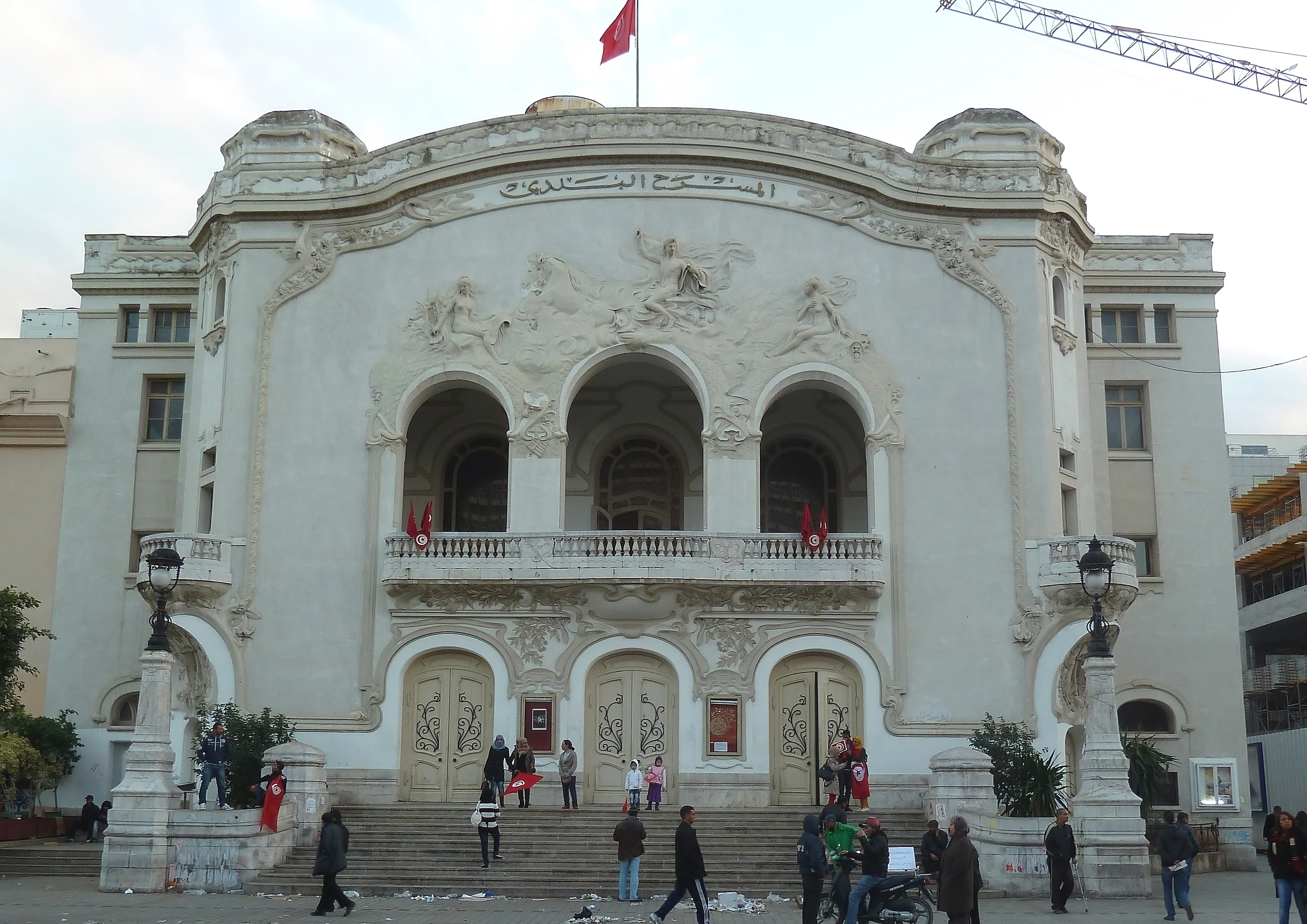
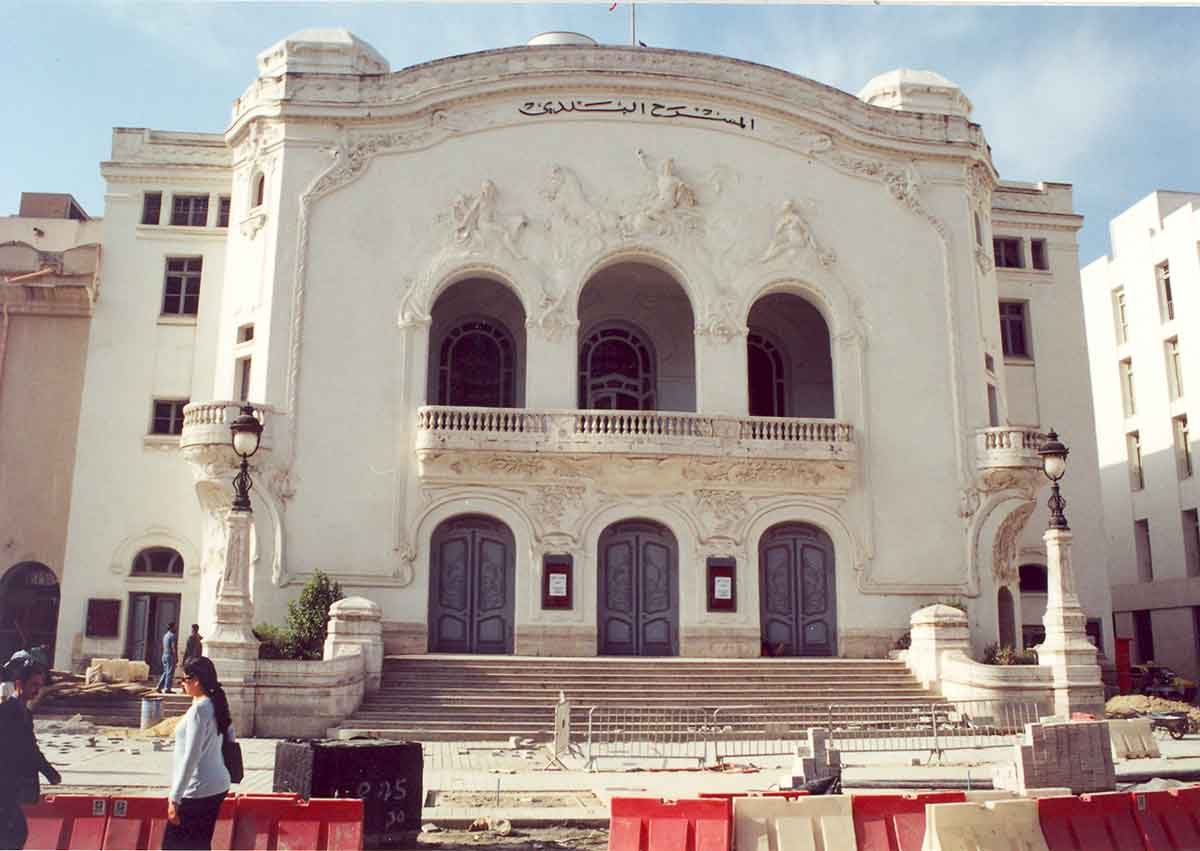
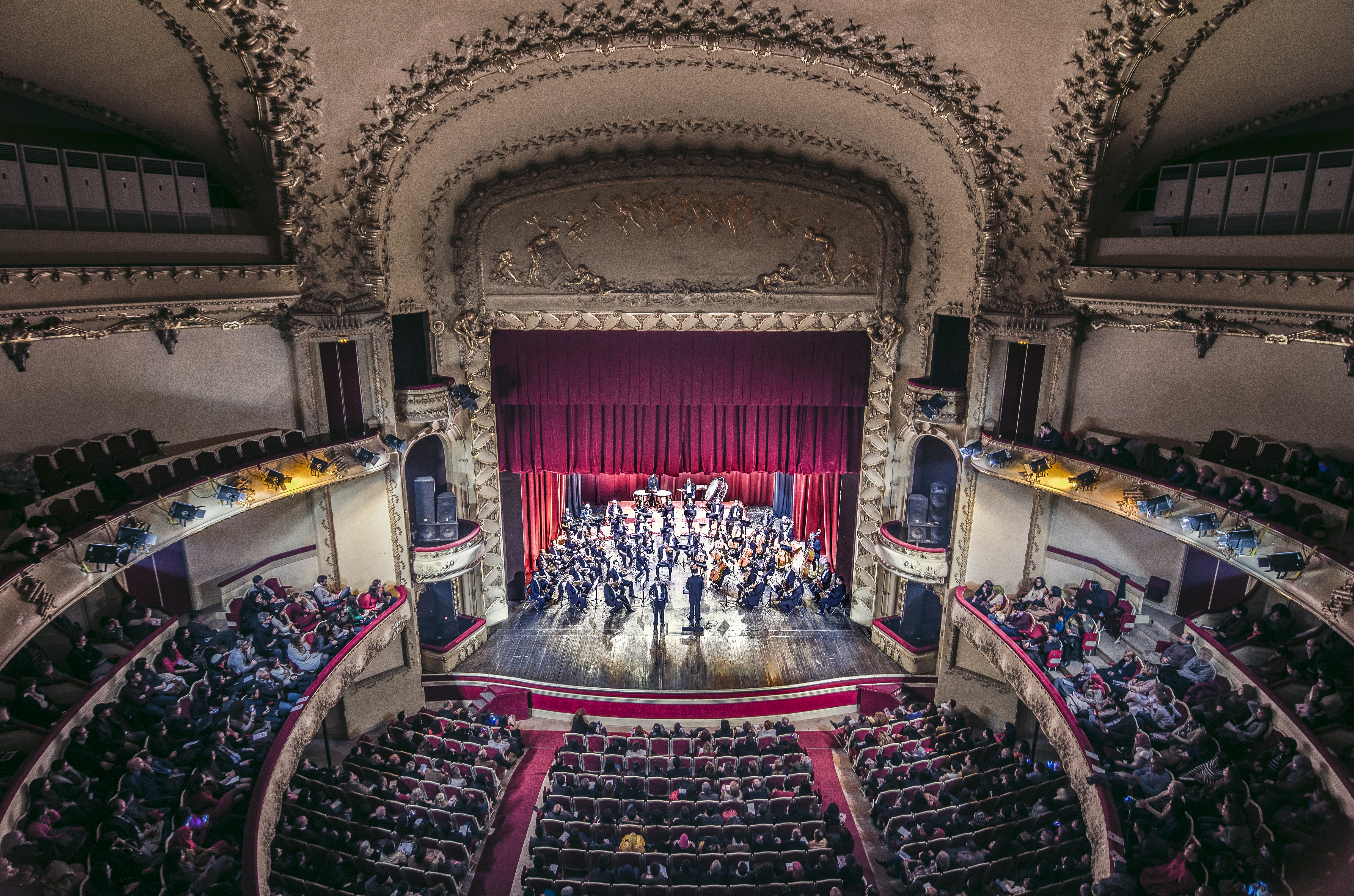
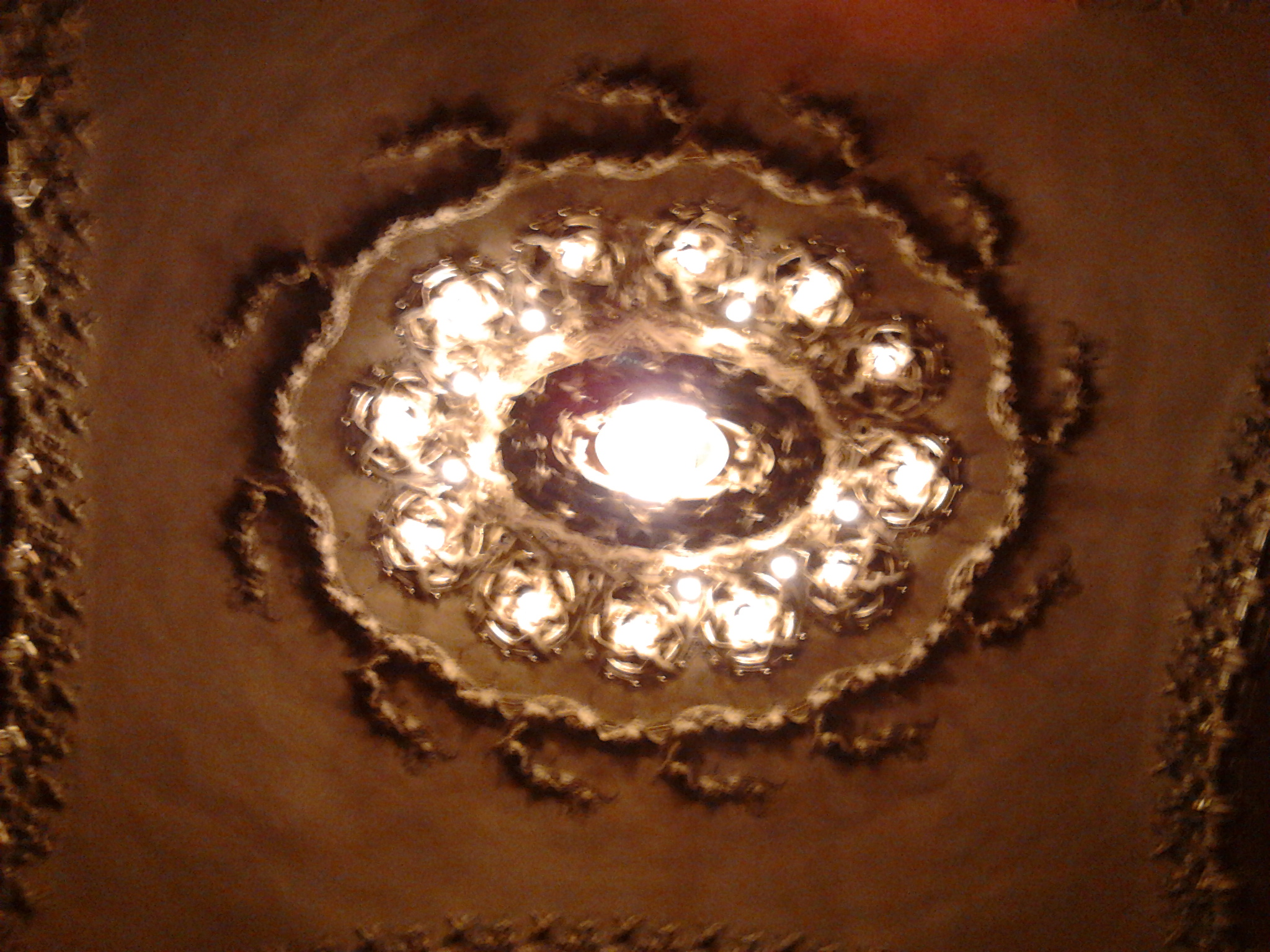
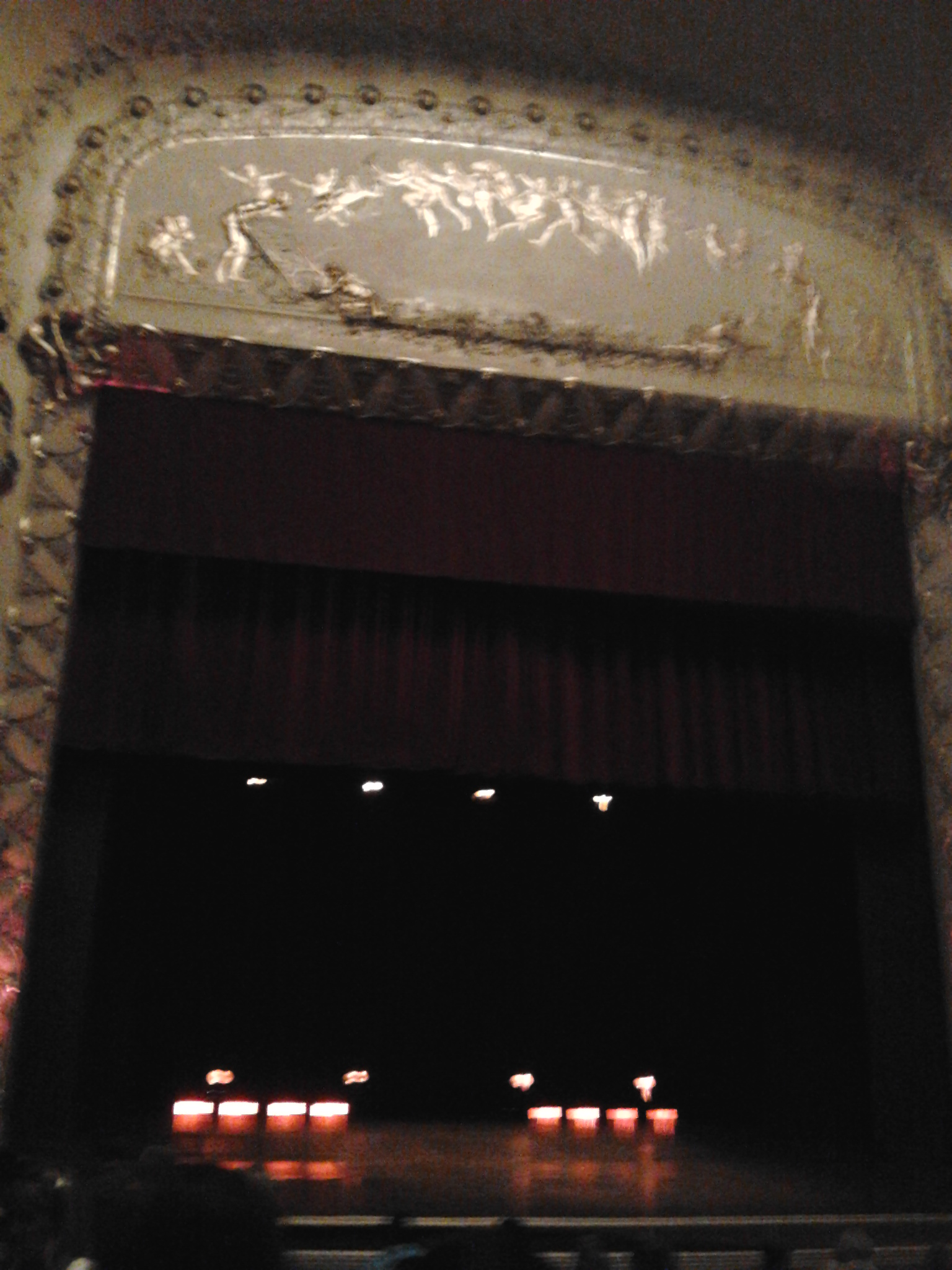
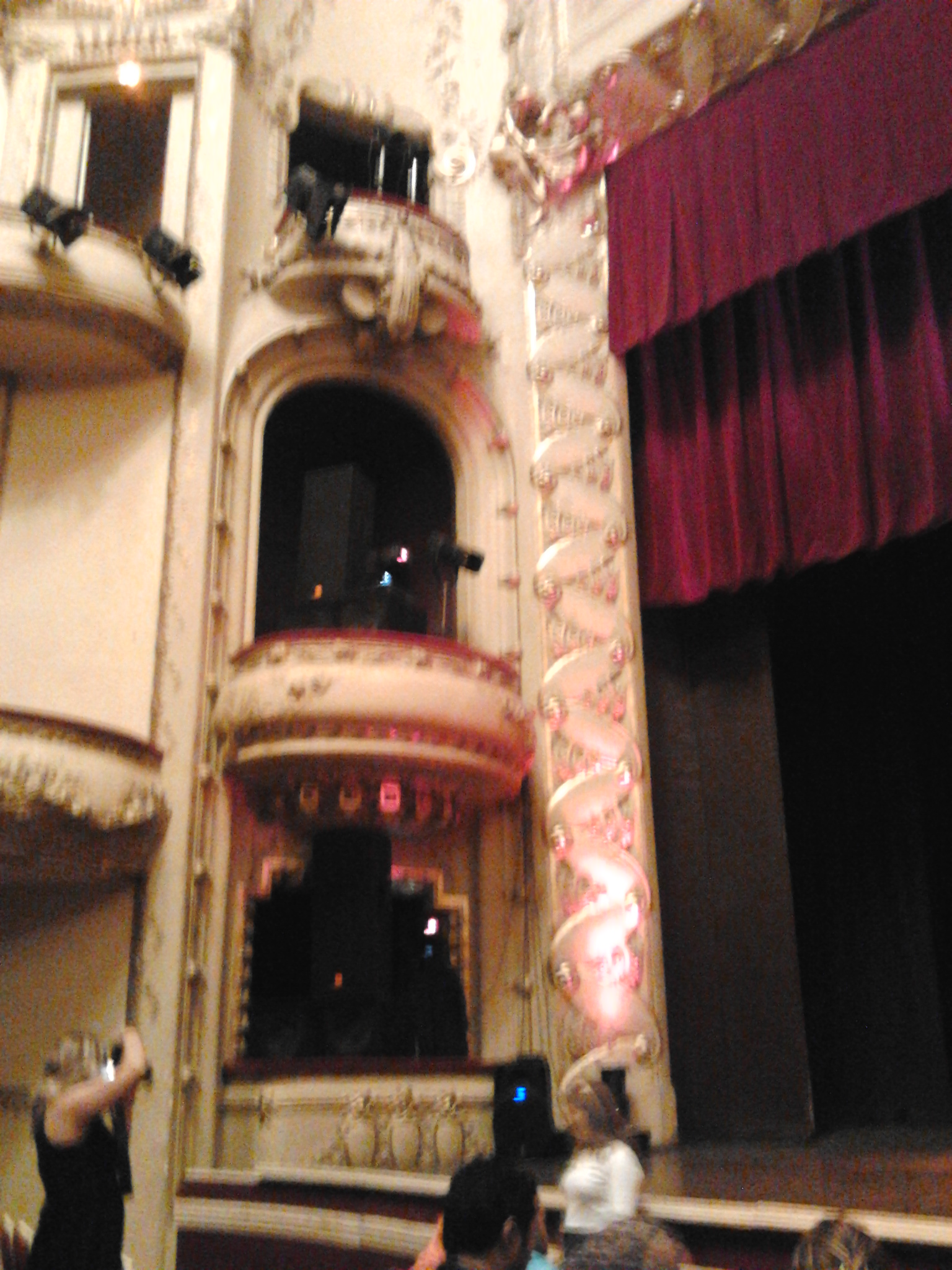
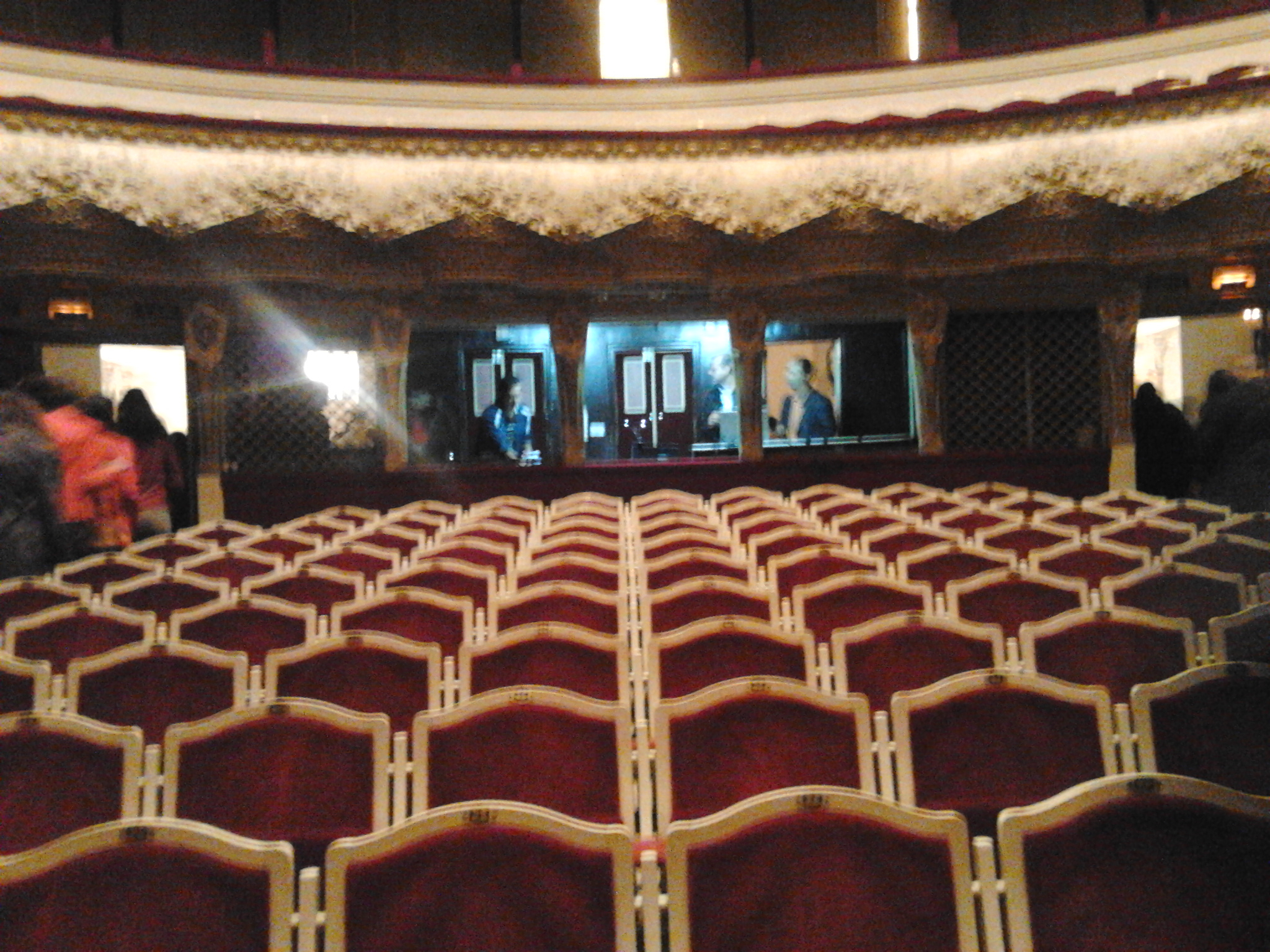
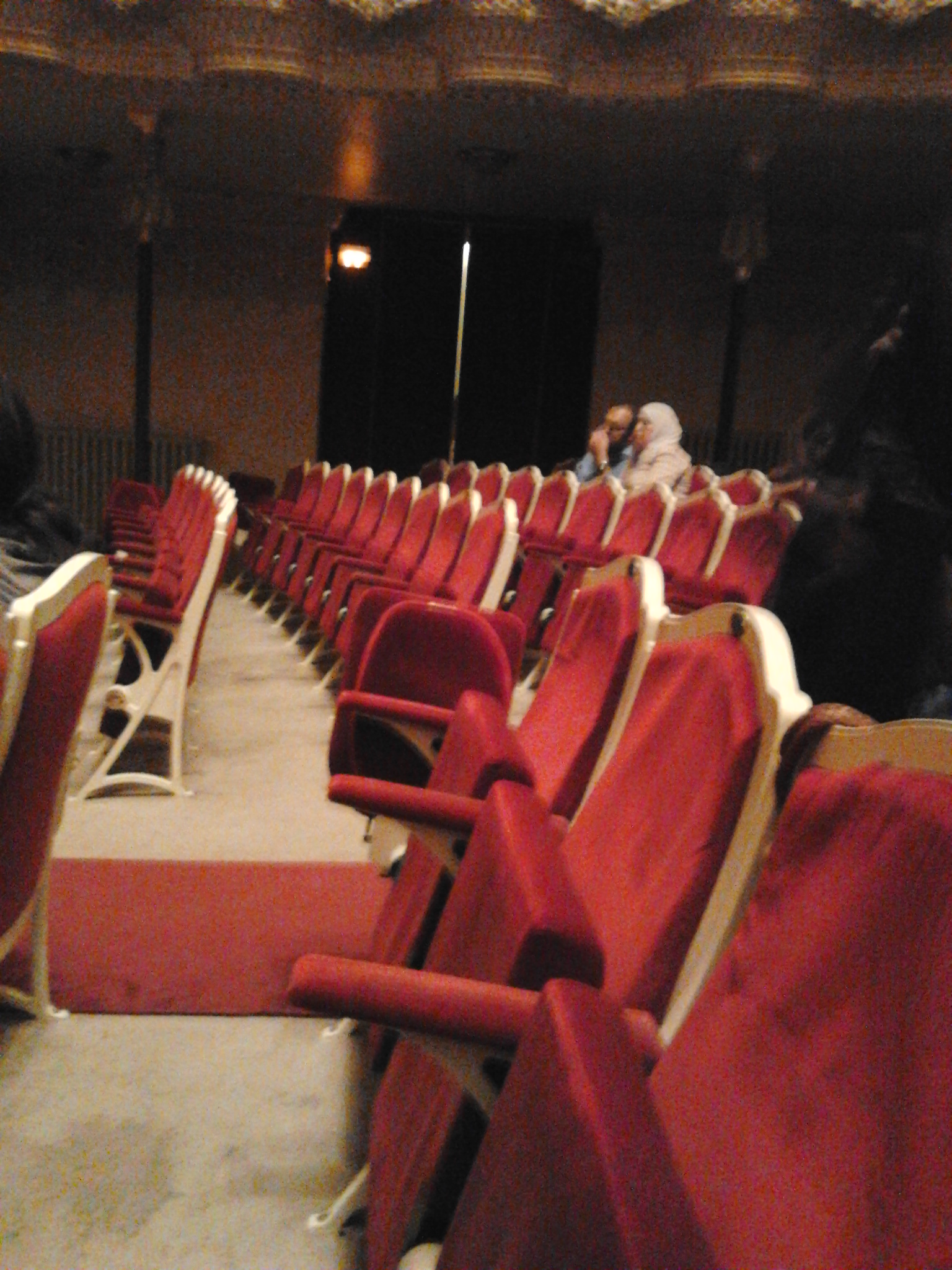
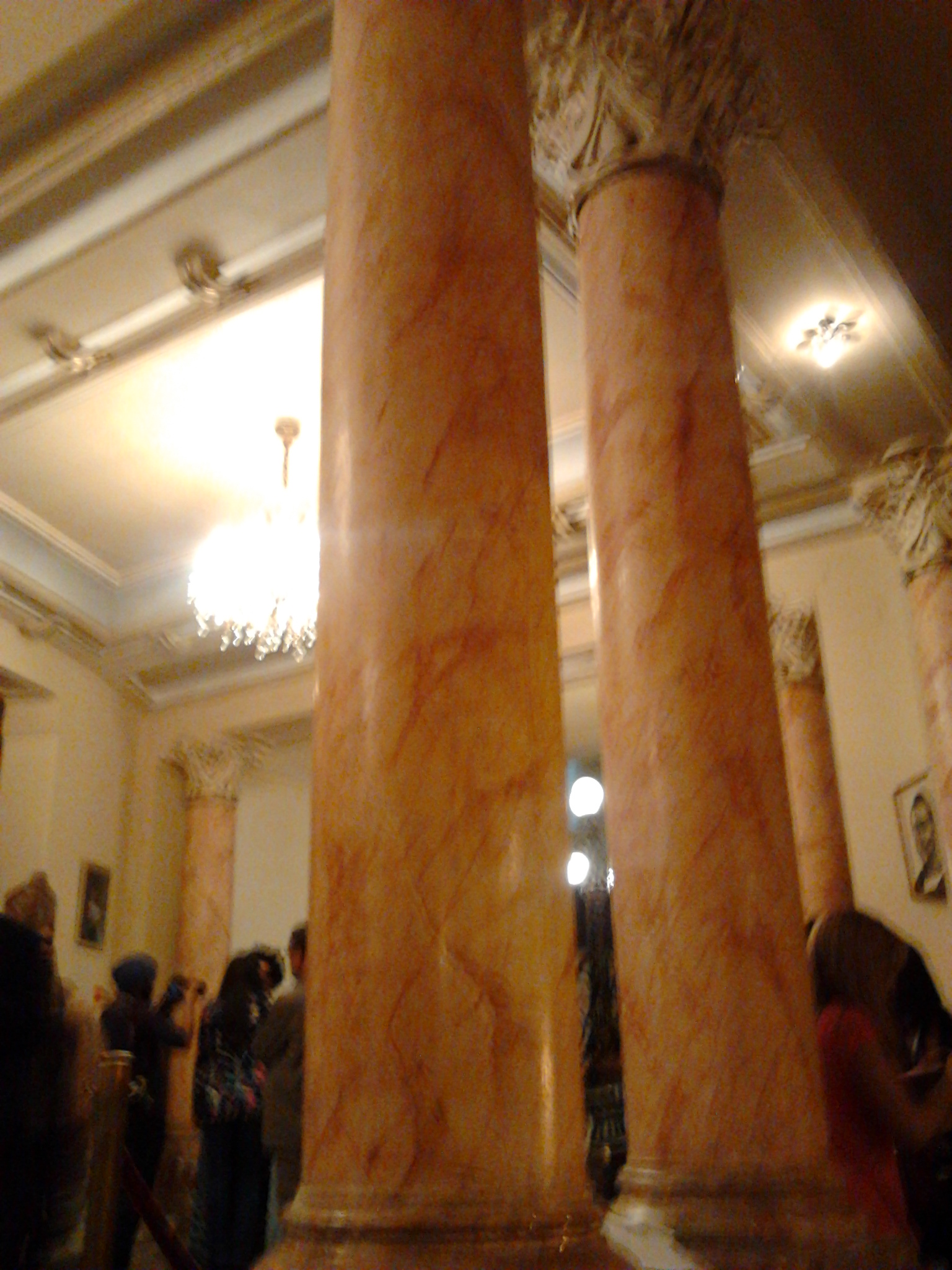
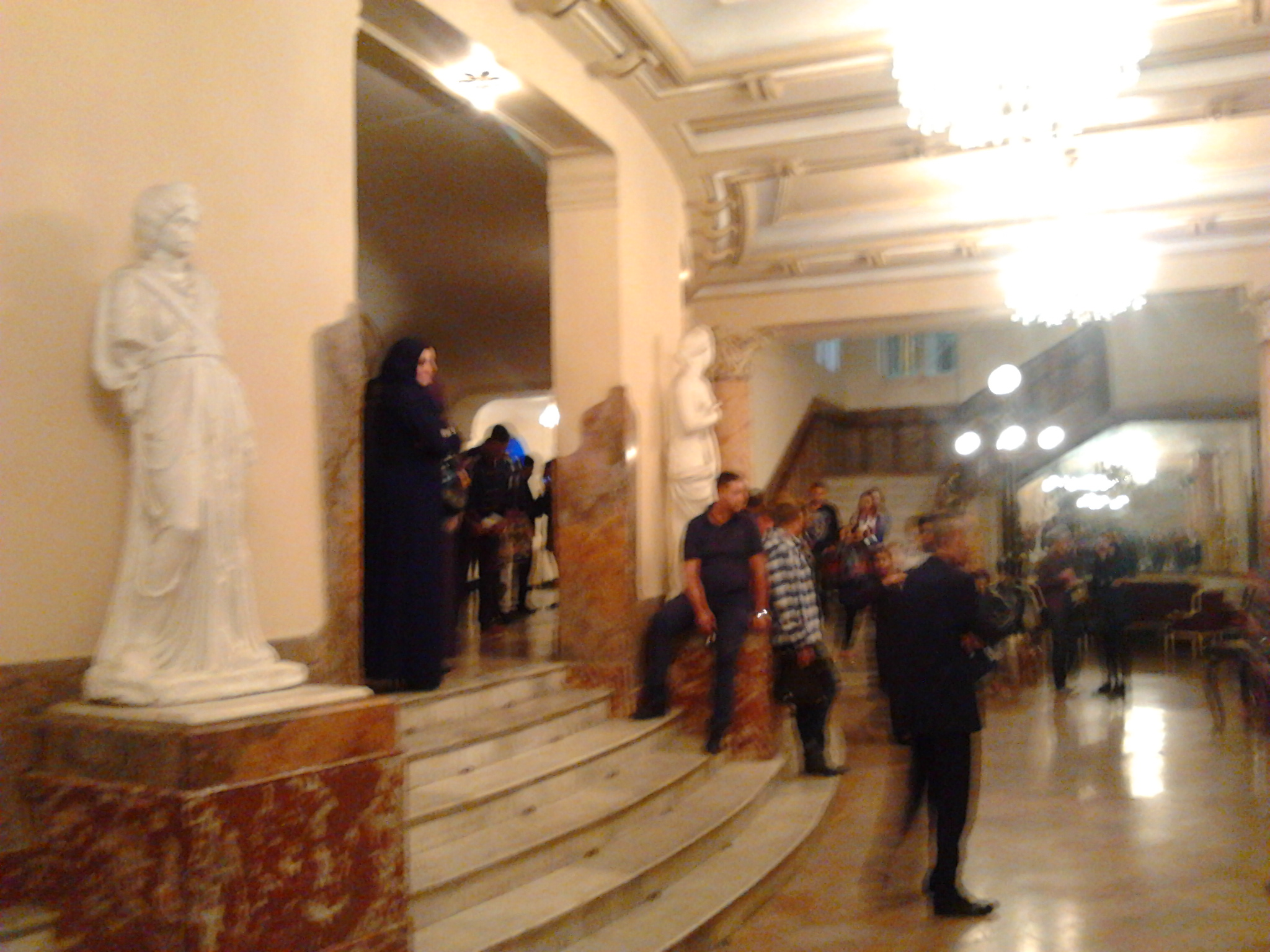
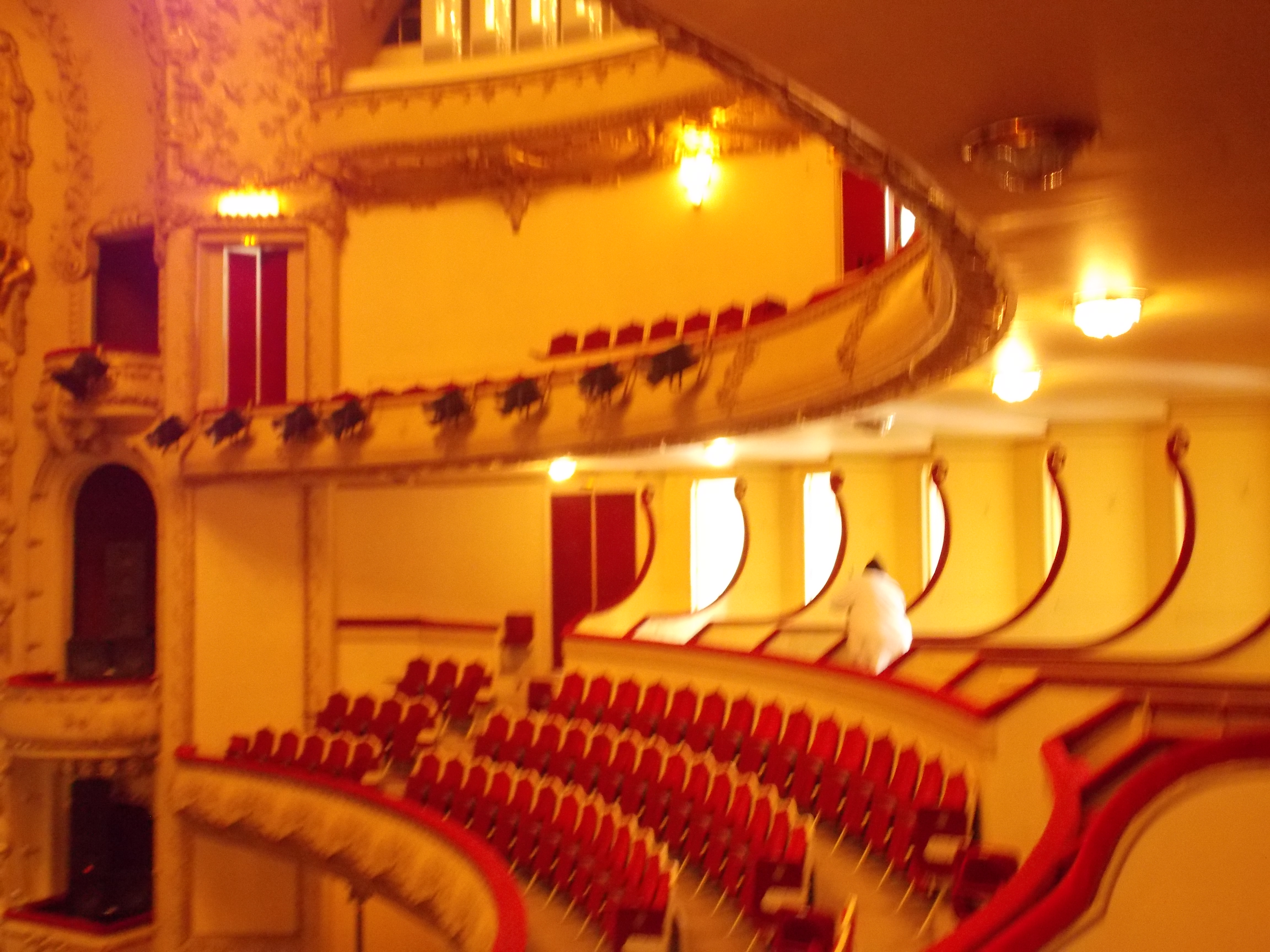
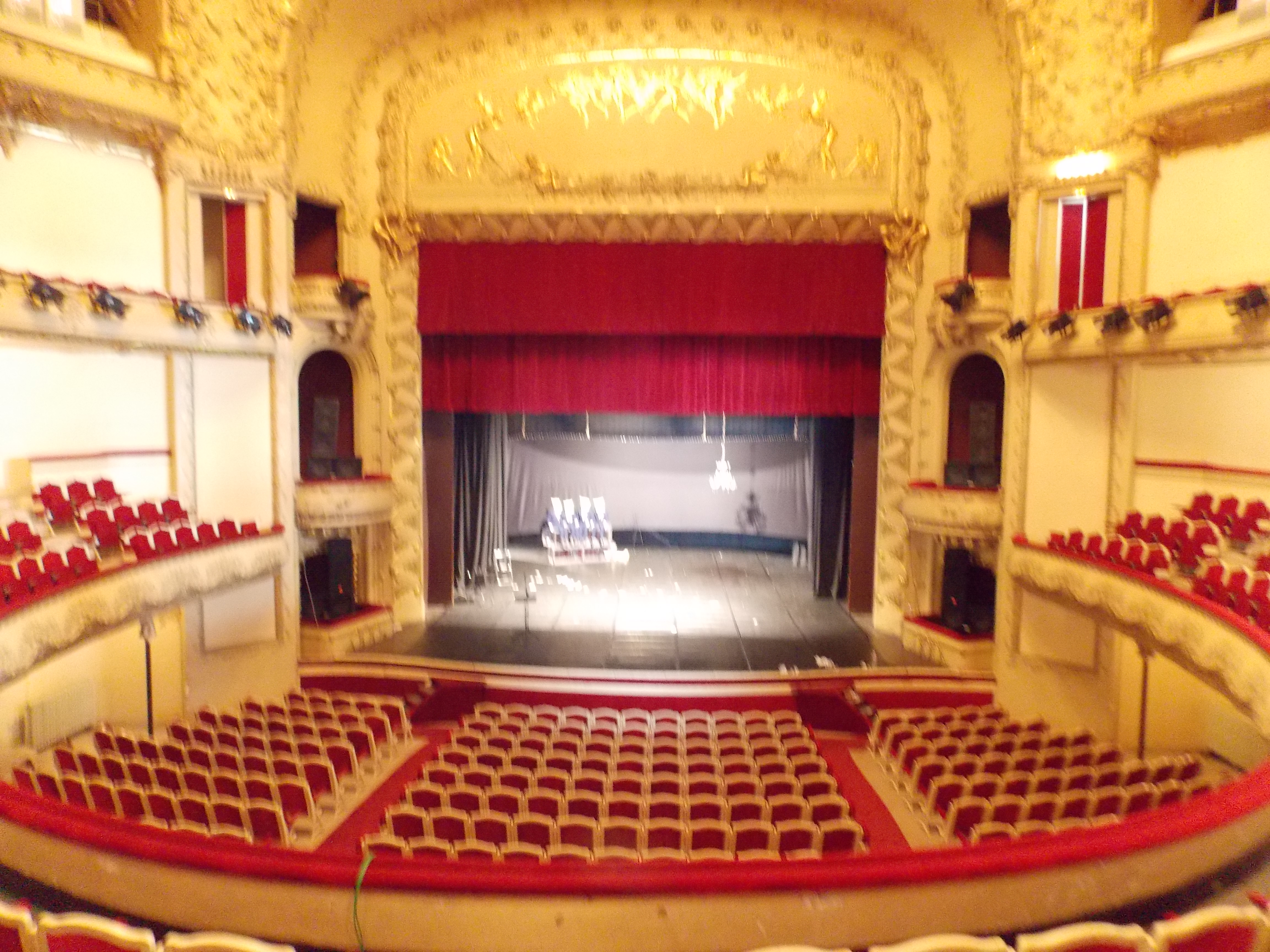

## یادداشت
1. ↑  Avenue Jules-Ferry
2. ↑  Jean-Émile Resplandy